# Gonomyia cinerea
Gonomyia cinerea är en tvåvingeart som först beskrevs av Doane 1900.  Gonomyia cinerea ingår i släktet Gonomyia och familjen småharkrankar. Inga underarter finns listade i Catalogue of Life.